# Teda Bracci
Teda Bracci (eigentlich Irenee Marie Bracci; * 30. September 1946 in Los Angeles, Kalifornien) ist eine US-amerikanische Schauspielerin und Sängerin.

## Leben
Teda Bracci hatte 1970 ihren ersten kleinen Filmauftritt in Kampf den Talaren. Weitere Auftritte in Filmen folgten, wie etwa  als Schwein in C.C. und Company (1970), als Bull Jones in The Big Bird Cage (1972) und als Rita in Der Rasiermesserkiller (1974). Auch hatte sie Gastauftritte in den Fernsehserien Make-up und Pistolen (1975) und Chicago Hope – Endstation Hoffnung (1999).
Bracci hat eine CD ihrer Musik mit dem Titel The Lost Tapes veröffentlicht.

## Filmografie (Auswahl)
- 1970: Kampf den Talaren (R.P.M.)
- 1970: Höllenengel und Company (C.C. and Company)
- 1972: The Big Bird Cage
- 1974: Der Rasiermesserkiller (The Centerfold Girls)
- 1974: The Trial of Billy Jack
- 1975: Make-up und Pistolen (Police Woman, Fernsehserie, eine Folge)
- 1977: Der größte Liebhaber der Welt (The World's Greatest Lover)
- 1977: Human Experiments
- 1980: The Last Married Couple in America
- 1980: Xanadu
- 1981: Die total verrückte Highway-Polizei (Smokey Bites the Dust)
- 1982: Frances
- 1993: Hocus Pocus
- 1995: The Chosen One (Kurzfilm)
- 1999: Chicago Hope – Endstation Hoffnung (Chicago Hope, Fernsehserie, eine Folge)